# Через річку
Через річку (гінді नदिया के पार) — індійський драматичний фільм 1982 року режисера Говінда Муніса. Дія фільму заснована на першій половині роману Кохбара Кі Шарта на хінді Кешав Прасад Мішри. Дія фільму відбувається в місті Джаунпур, штат Уттар-Прадеш. У ньому був акторський склад, до складу якого входили Сачин, Садхана Сінгх, Індер Тхакур, Міталі, Савіта Баджадж, Шила Девід, Ліла Мішра та Соні Рат. Фільм був названий «Суперхітом» у прокаті.